# Arogno
Arogno (in dialetto comasco Rögn /røɲ/) è un comune svizzero di 1 004 abitanti del Canton Ticino, nel distretto di Lugano.

## Geografia fisica

### Territorio
Arogno è situato su un pianoro della Val Mara.

### Clima
Il clima è molto simile a quello del resto della regione, con estati calde e talvolta afose, e inverni rigidi. La zona in primavera è molto ventosa, con raffiche che superano i 100 km/h. In estate si possono superare i 35 gradi, mentre d'inverno si scende facilmente a 15 gradi sotto zero.
| Dati meteo         | Mesi | Mesi | Mesi | Mesi | Mesi | Mesi | Mesi | Mesi | Mesi | Mesi | Mesi | Mesi | Anno |
| Dati meteo         | Gen  | Feb  | Mar  | Apr  | Mag  | Giu  | Lug  | Ago  | Set  | Ott  | Nov  | Dic  | Anno |
| ------------------ | ---- | ---- | ---- | ---- | ---- | ---- | ---- | ---- | ---- | ---- | ---- | ---- | ---- |
| T. min. media (°C) | −13  | −11  | −5   | 0    | 5    | 12   | 20   | 15   | 10   | 6    | 0    | −5   | 2,8  |

## Storia
Il paese è attestato già il 1º agosto 962 quando da Caello Adeldruda vendette a Teudeperto, prete di Giornico, alcuni terreni per 33 soldi d'argento, mentre il 1º marzo 932 Anselberto, abate del convento di Sant'Ambrogio di Milano, scambiò con un certo Lupo 85 pezze di terreno situate a Segudo, presso Cresonico, con 22 pezze di terreno situate invece ad Arogno.
Nel 1873 Alessandro e Romeo Manzoni, intellettuali e uomini politici, aprirono qui la prima fabbrica di orologi del Canton Ticino che ebbe una notevole espansione nella prima metà del XX secolo. L'espansione della fabbricazione di orologi portò qui una notevole immigrazione con famiglie provenienti soprattutto dalla Svizzera romanda.

## Monumenti e luoghi d'interesse

### Architetture religiose
- Chiesa parrocchiale di Santo Stefano, attestata dall'810 come San Nicolao[5];
- Chiesa di Sant'Evasio nel territorio della frazione di Pugerna, è stata inglobata nell'omonima masseria, che sembra essere un complesso rurale di origine longobarda. I resti della chiesa si possono rinvenire sulla facciata della masseria[8][9] dove si conserva ancora un frammento di affresco del santo quasi illeggibile[senza fonte];
- Oratorio di San Rocco, sulla strada cantonale al margine sud-ovest del villaggio[10];
- Oratorio di San Michele, sul versante orientale della valle sulla strada per porta a Rovio[5][11];
- Oratorio di San Vitale, documentato fra il 780 e 810, si trova a nord-ovest del villaggio sulla strada per Pugerna[12];
- Oratorio di San Giuseppe nel nucleo abitato di Pugerna[senza fonte];
- Oratorio della Beata Vergine delle Grazie, barocco, con la facciata dagli angoli smussati, posta in Valmara a pochi passi dal valico che porta a Lanzo d'Intelvi[senza fonte];
- Cappella di Cà Nova, dedicata alla Santissima Trinità[senza fonte], posta in località Ca' Nova sulla strada per Rovio, risale al XV secolo[senza fonte] ma fu rimaneggiata in epoca barocca. Conserva affreschi sia nella nicchia interna sia sull'esterno[senza fonte] risalenti al tardo XV secolo[13];
- Cappelle ed edicole devozionali, come quella dedicata a San Giovanni Bosco e quella barocca della Madonna col Bambino[senza fonte];
- Ossario accanto a Santo Stefano,[14] eretto tra il 1684 e il 1710; è una costruzione rettangolare[senza fonte] di stile barocco[14].

### Architetture civili

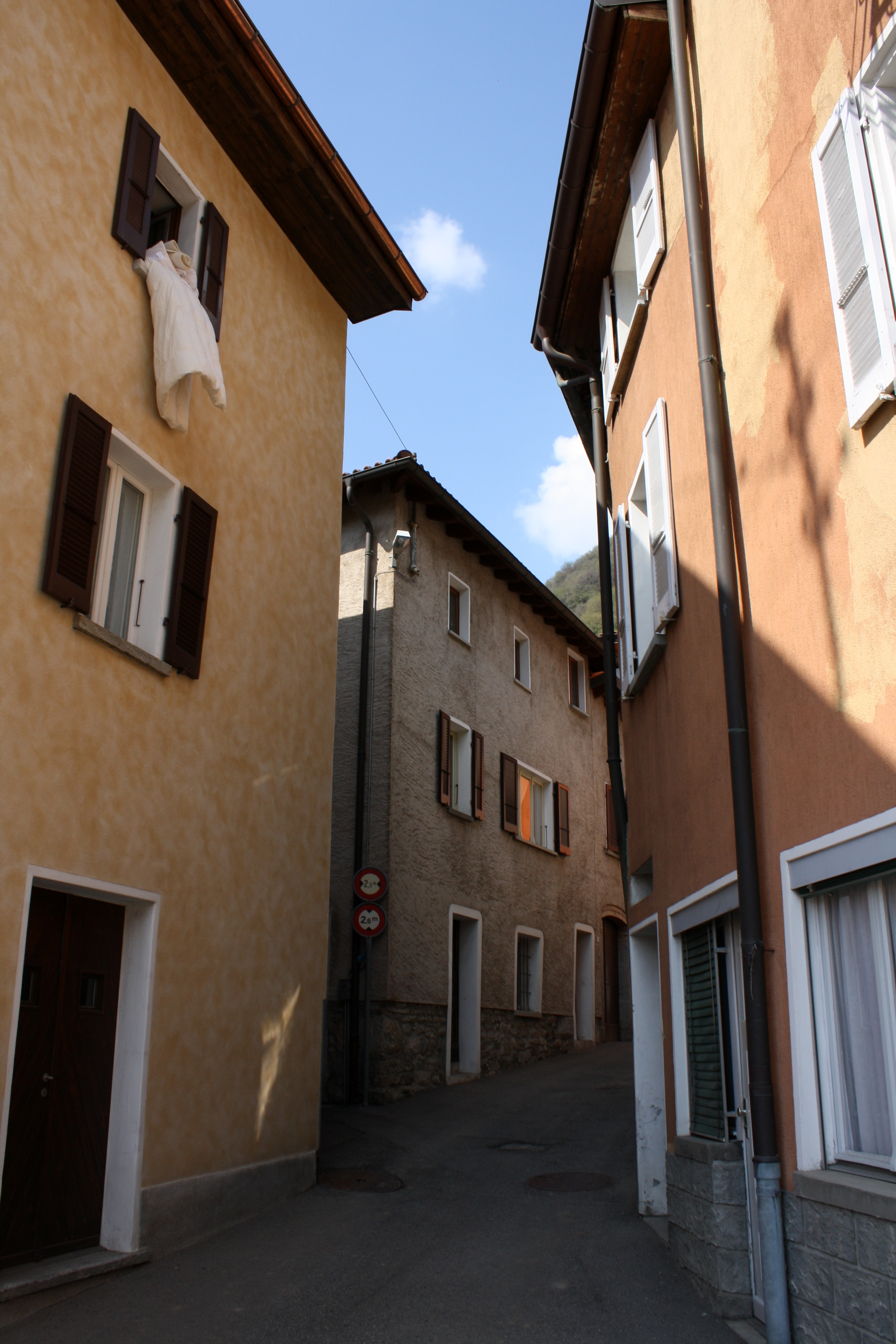
Case del nucleo storico

Fotografia aerea di Arogno (1991)

Fotografia storica di Arogno (1933)

La Val Mara con Rovio e Arogno (1950)

- Villa Manzoni (oggi di proprietà del comune), dimora in stile lombardo con torretta belvedere e ornamenti pittorici opere di Domenico e Giuseppe Quadroni del 1907, dal 2014 sede della Manufacture A.Manzoni & Fils[senza fonte];
- Casa Colomba (piazza La Fröö), del XVIII secolo[senza fonte];
- Piazza Valecc, già piazza Adamo d'Arogno, contornata di edifici del XVII e del XVIII secolo e con una fontana esagonale che al centro reca una colonna ornata da una fascia spiraliforme[senza fonte];
- Ca' di Milanés o Casa Cometta, già della famiglia Artari, edificio con decorazioni rococò con portale ornato di stucchi[15];
- Teatro Sociale (piazza Granda), sede della società filarmonica che lo acquistò nel 1930. Il fondale architettonico, forse eseguito da Giovanni Battista Colomba alla fine del XVIII secolo, si può ancora vedere in un cortile posizionato ad ovest del teatro[senza fonte].

## Società

### Evoluzione demografica
L'evoluzione demografica è riportata nella seguente tabella:
Abitanti censiti

## Amministrazione
Ogni famiglia originaria del luogo fa parte del cosiddetto comune patriziale e ha la responsabilità della manutenzione di ogni bene ricadente all'interno dei confini del comune. Dalla seconda metà del XX secolo ne possono far parte anche i figli di una patrizia sposata con un non patrizio e le mogli patrizie sposate con un non patrizio. L'ufficio patriziale, rieletto il 26 aprile 2009, è presieduto da Corrado Sartori.